# Harenkarspel
Harenkarspel (uitspraakⓘ) is een voormalige gemeente in de regio West-Friesland in de Nederlandse provincie Noord-Holland en is sinds 1 januari 2013 samen met Schagen en Zijpe opgegaan in de nieuwe gemeente Schagen. De gemeente telde 16.192 inwoners (1 februari 2012, bron: CBS) en had een oppervlakte van 54,84 km² (waarvan 9,30 km² water). Op 1 januari 1990 werd de gemeente vergroot door de dan opgeheven gemeenten Sint Maarten en Warmenhuizen bij Harenkarspel te voegen. De hoofdplaats van de gemeente was Tuitjenhorn.

## Harenkarspel als plaats
Tot in de 20e eeuw was Harenkarspel ook een plaatsnaam. Rond 1295 werd er een terp opgeworpen ten oosten van Tuitjenhorn. Het land waarop de terp stond was in handen van de graven van Holland, maar geschonken aan de abdij van Egmond. Die gaf het in leen aan de Heren van Egmond. Deze verklaarden dat het gebied vrij was om in te gaan wonen. Dat werd een hering genoemd. Er werd ook een katholiek kerkje gebouwd, waardoor het kerspel werd. Mede daarom werd de plaats Heringcarspel genoemd. De latere Hervormde kerk werd gesloopt in 1923. De naam van de gemeente is ontleend aan de oude benaming Heringcarspel, later Herenkarspel.

## Plaatsen binnen de gemeente
Dorpen/Gehuchten:
- 't Rijpje
- Dirkshorn
- Eenigenburg
- Groenveld
- Kalverdijk
- Krabbendam
- Schoorldam (gedeeltelijk)
- Sint Maarten
- Stroet
- Tuitjenhorn (gemeentehuis)
- Valkkoog
- Waarland
- Warmenhuizen

Buurtschappen:
- Bliekenbos
- De Banne
- De Weel (gedeeltelijk)
- Dijkstaal
- Grootven
- Huiskebuurt
- Kerkbuurt
- Schagerwaard
- Slootgaard
- Vennik (gedeeltelijk)
- Woudmeer
- Zijbelhuizen (tot begin 21e eeuw Ring genoemd)

## Bezienswaardigheden
- Ruïne van Kasteel Nuwendoorn bij Eenigenburg
- Beeld van Albert van Dalsum, dichtbij zijn graf.

## Zetelverdeling gemeenteraad
Hieronder staat de samenstelling van de gemeenteraad sinds 1998:
| CDA                            | 5  | 5  | 6  | 5  |
| Algemeen Belang 1989 (AB'89)   | 4  | 5  | 4  | 2  |
| PvdA                           | 3  | 3  | 4  | 4  |
| VVD                            | 3  | 4  | 3  | 4  |
| Harenkarspel in Beweging (HiB) | -  | -  | -  | 2  |
| Totaal                         | 15 | 17 | 17 | 17 |

## Ligging
De onderstaande figuur toont nabijgelegen plaatsen in een straal van ongeveer 25 km rond Harenkarspel (Tuitjenhorn).
| Aangrenzende gemeenten | Aangrenzende gemeenten | Aangrenzende gemeenten | Aangrenzende gemeenten | Aangrenzende gemeenten |
| ---------------------- | ---------------------- | ---------------------- | ---------------------- | ---------------------- |
| Zijpe                  |                        | Schagen                |                        |                        |
|                        |                        |                        |                        |                        |
|                        | Hollands Kroon         |                        |                        |                        |
|                        |                        |                        |                        |                        |
| Bergen                 |                        | Langedijk              |                        | Heerhugowaard          |